# Ektoplasma
 For alternative betydninger, se Ektoplasma (parapsykologi).
Ektoplasma [fra græsk ekton ydre, plasma billede] betegner det perifere plasmaområde, især ved amøboide, bevægelige celler. Ektoplasmaet er almindeligvis frit fra cytomembranen, forekommer homogen hyalin og har en geléagtig, højere viskositet end det tyndere, øvrige celleplasma (endoplasma).
Det drejer sig dog ikke om en grundliggende anderledes opbygning af plasmaarterne, men om en forskellig fordeling af intraplasmatiske organeller. Ektoplasmaet er normalt rigt på fibrillære proteiner, især actininer, som, styret af {\displaystyle Ca^{++}}-koncentrationen, gennem hjælpeproteiner som Fimbrin, α-Actinin og Filamin kan blive til en størknet gelé hhv. ved forhøjelse af det fri {\displaystyle Ca^{++}} igen kan gå over til soltilstand. Den kontinuerlige sol-gelé-omdannelse spiller formodentlig en væsentlig rolle ved den amøboide bevægelse.
 Der er for få eller ingen kildehenvisninger i denne artikel, hvilket er et problem. Du kan hjælpe ved at angive troværdige kilder til de påstande, som fremføres i artiklen.